# Imad al-Mulk Ghazi l-Din Khan
Imad al-Mulk Ghazi l-Din Khan Firuz Jang III (1745?-1800) (conegut també com a Shihab al-Din en memoria del seu rebesavi Ghazi l-Din Firuz Jang I, era fill de Mir Muhammad Panah i de la filla del wazir Kamar al-Din Khan +1748), fou un wazir de l'emperador Alamgir II i va governar de facto (1759-1761) sota el govern d'Alam II que estava fora de Delhi.
El 1752 el seu pare va morir sobtadament a Aurangbad quan intentava apderar-se del virregnat del Dècan. Aviat va obtenir un càrrec a la cort (intendent general) amb el suport de Safdar Jang d'Oudh contra el que es va girar el 1754 i va deposar i cegar a Ahmad Shah Bahadur (1748-1754) amb el suport dels marathes que van posar al tron a Alamgir II, amb Imad al-Mulk com a wazir.
El 1755 a la mort del seu oncle matern Mir Muin al-mulk ibn Itimad al-Dawla Kamar al-Din Khan, governador de Panjab, es va apoderar de Lahore i la va cedir a Adina Beg Khan l'amant del seu oncle. Ahmad Shah Abdali (després Ahmad Shah Durrani) furiós amb Imad al-Mulk, es va posar en marxa cap a Lahore (1756) i va expulsar a Adina i llavors va anar a Delhi on Imad al-Mulk es va posar al seu servei i va participar en les operacions contra Suraj Mal Jat, raja de Bharatpur i contra Shuja al-Dawla d'Oudh. La seva ingratitud amb Ahmad Shah li va valer que aquest nomenés amir al-umara a Najib al-Dawla. Així quan Ahmad va sortir de l'Índia (1759),Imad al-Mulk es va voler venjar assetjant a Najib al-Dawla a Delhi i va fer assassinar l'emperador Alamgir II el 24 de desembre de 1759. Això va enfurismar a Ahmad Shah que va marxar a l'Índia i va infligir una greu derrota als marathes, els aliats i protectors d'Imad, a la tercera batalla de Panipat (1761).
Imad al-Mulk va demanar asil al raja de Bharatpur Suraj Mal. A la mort d'aquest el 1763 se'n va anar a Farrukhabad a la cort d'Ahmad Khan Bangash; el 1765 va marxar a Dècan on el peshwa maratha, en premi a anterior serveis li va concedir unes terres a Kalpi, però sentint-se amenaçat va marxar a Surat en territori britànic. Vestit de peregri fou reconegut pel coronel Goddard i fou empresonat per un temps, i quan fou alliberat va anar en peregrinació a la Meca. El 1781 havia tornar a l'Índia i era al Sind. Llavors es va posar al servei de Timur Shah Abdali (1773-1793) i va treballar a les ordes de Zaman Shah (1793-1801) quan aquest va envair Panjab el 1797.
Va morir a Kalpi l'1 de setembre de 1800.

## Nota
1. ↑  Les cròniques li atribueixen els seus primers actes el 1754 a l'edat de 10 anys (8 anys el 1752), però costa de creure que un vailet de 10 anys tingués capacitat per fer aliances i matar emperadors; potser caldria retardar deu anys el seu naixement; no obstant va morir avançat el 1800 amb 54 anys i, per tant, la data del 1745 seria correcte